# Apanteles leptoura
Apanteles leptoura är en stekelart som beskrevs av Cameron 1909. Apanteles leptoura ingår i släktet Apanteles och familjen bracksteklar. Inga underarter finns listade i Catalogue of Life.